# Janice Anderson
Pour les articles homonymes, voir Anderson.
Janice Anderson est une athlète américaine née le 26 avril 1966. Spécialiste de l'ultra-trail, elle a notamment remporté la JFK 50 Mile en 1995, l'Old Dominion 100 Mile Endurance Run en 1997, la Massanutten Mountain Trails 100 Mile Run en 2001 et la Leona Divide 50 Mile en 2003.

## Résultats
- 1995
  - 1re de la JFK 50 Mile.

- 1996
  - 2e de la JFK 50 Mile.

- 1997
  - 1re de l'Old Dominion 100 Mile Endurance Run.
  - 2e de la Western States Endurance Run.

- 1998
  - 3e de la Western States Endurance Run.

- 2000
  - 2e de la Massanutten Mountain Trails 100 Mile Run.
  - 2e de la Vermont 100 Mile Endurance Run.

- 2001
  - 1re de la Massanutten Mountain Trails 100 Mile Run.
  - 3e de la Vermont 100 Mile Endurance Run.

- 2003
  - 1re de la Leona Divide 50 Mile.